# Trilobopsis loricata
Trilobopsis loricata är en snäckart som först beskrevs av Gould 1846.  Trilobopsis loricata ingår i släktet Trilobopsis och familjen Polygyridae. Inga underarter finns listade i Catalogue of Life.